# Abdul Razak Alhassan
Abdul Razak Alhassan, född 11 augusti 1985 i Accra, är en ghanansk MMA-utövare som sedan 2016 tävlar i organisationen Ultimate Fighting Championship.